# Farrera
Farrera – gmina w Hiszpanii, w prowincji Lleida, w Katalonii, o powierzchni 63,38 km². W 2011 roku gmina liczyła 140 mieszkańców.